# Secinaro

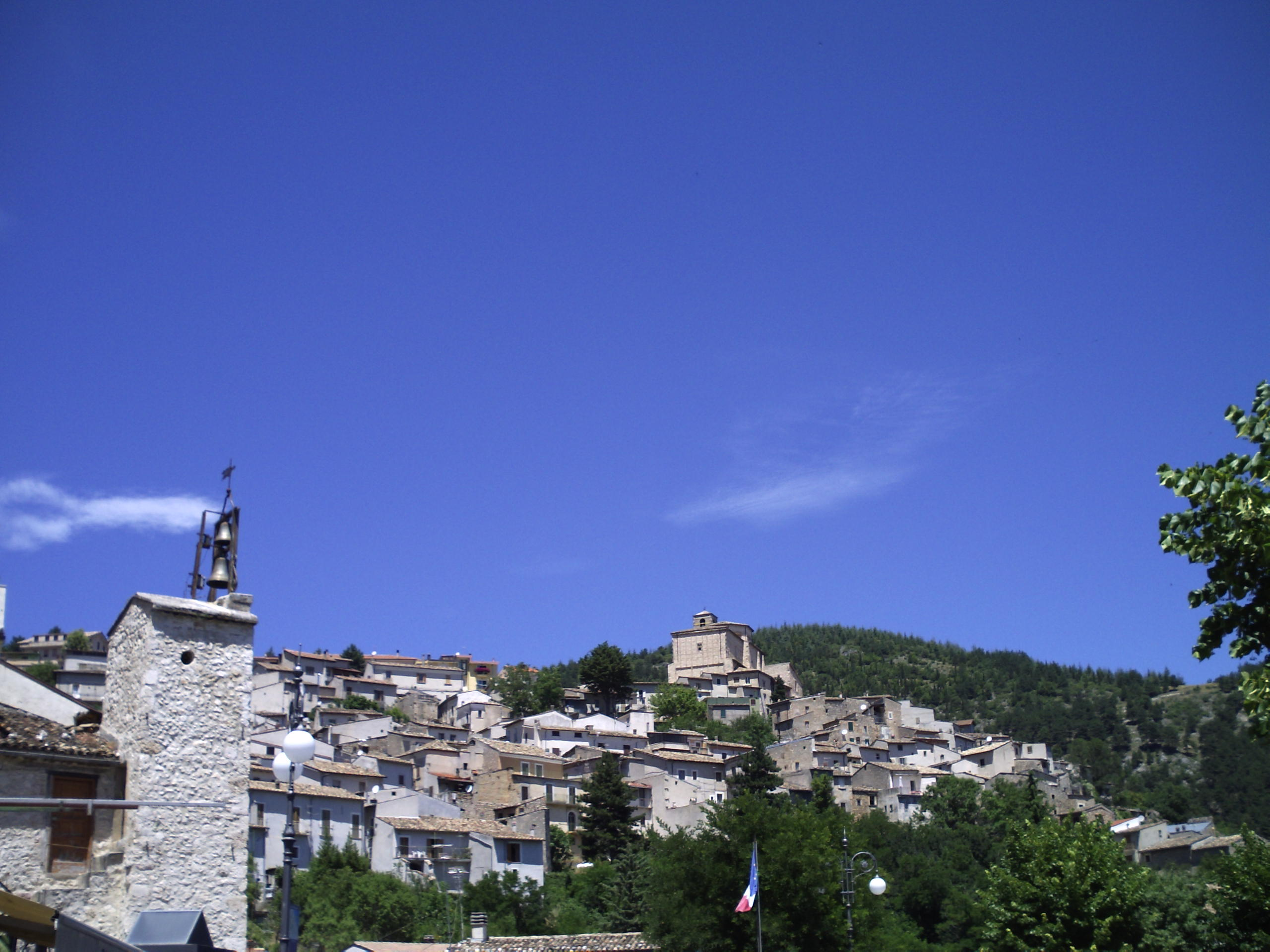
Panorama von Secinaro

Secinaro ist eine Gemeinde (comune) in der Region Abruzzen und der Provinz L’Aquila in Italien und zählt (Stand 31. Dezember 2023) 300 Einwohner. Die Gemeinde liegt etwa 32,5 Kilometer südöstlich von L’Aquila am Regionalpark Sirente-Velino.

## Trivia
Nach dem Ort ist der Asteroid (43193) Secinaro benannt.